# Rivière Tim
La rivière Tim est une rivière du bassin hydrographique de la rivière des Outaouais dans la partie sud non organisée du district de Nipissing, dans le Nord-Est de l'Ontario, au Canada. La rivière se trouve entièrement dans le parc provincial Algonquin et est un affluent rive gauche de la rivière Petawawa .

## Cours
La rivière prend sa source au lac Tim dans le canton géographique de Butt et coule vers l'est au-dessus du barrage du lac Tim, pénètre dans le canton géographique de Devine, traverse le lac Rosebary et atteint le lac Longbow. Elle quitte le lac au-dessus du barrage du lac Longbow, continue vers l'est dans le canton géographique de Bishop, traverse le lac Shippagew et se jette dans le lac Longer sur la rivière Petawawa. La Petawawa coule via la rivière des Outaouais jusqu'au fleuve Saint-Laurent.

## Affluents
- Little Trout Creek (droite)
- David Creek (droite)
- Ruisseau Pezheki (droite)
- Lac Longbow
  - Vanity Creek (gauche)